# Lindy Remigino
Lindy Remigino, född 3 juni 1931 i Elmhurst i Queens i New York, död 11 juli 2018, var en amerikansk friidrottare.
Remigino blev olympisk mästare på 100 meter vid olympiska sommarspelen 1952 i Helsingfors.